# Bojana Jovanovski
Bojana Jovanovski (szerbül: Бојана Јовановски, házasságkötése után Bojana Jovanovski Petrović; Belgrád, 1991. december 31. –) szerb hivatásos teniszezőnő.
2007–2018 között versenyzett a profik között. Pályafutása során egyesben két WTA–, egy WTA 125K-, és négy ITF-tornán végzett az első helyen. Párosban nem sikerült tornagyőzelmet szereznie, egy alkalommal játszott döntőt. A Grand Slam-tornákon egyéniben a legjobb eredménye a 2013-as Australian Openen elért 4. kör, párosban a 2. körig jutott a 2013-as Australian Openen és 2014-ben a wimbledoni tornán. A világranglistán a legjobb helyezése egyéniben a 32. hely volt, amelyet 2014. augusztus 4-én ért el, párosban 2014. november 3-án a 203. helyig jutott. Edzője édesapja, Zoran Jovanovski volt.
2010–2014 között 17 alkalommal játszott Szerbia Fed-kupa-válogatottjában.
2016-ban a csuklója és a jobb válla sérülése miatt a Roland Garros után már nem lépett pályára. Állapota nem javult, ezért műtétnek vetette alá magát. Több, mint egy évig tartó rehabilitáció után 2018. január végén indult újra versenytornán. A sorozatos sérülések miatt azonban 2018. november végén bejelentette visszavonulását.

## WTA-döntői

### Egyéni

#### Győzelmei (2)
| Összesítés           |                        |
| Grand Slam-torna (0) |                        |
| Tier I (0)           | Premier Mandatory* (0) |
| Tier II (0)          | Premier Five* (0)      |
| Tier III (0)         | Premier* (0)           |
| Tier IV (0)          | International* (2)     |
| Tier V (0)           | Challenger* (0)        |

* 2009-től megváltozott a tornák rendszere. Challenger tornákat 2012-től rendeznek.
 Az egymás mellett azonos színnel jelölt tornatípusok között nincs teljes mértékű megfelelés.
|    | Dátum                | Torna                  | Borítás | Ellenfél a döntőben | Eredmény a döntőben | Eredmény a döntőben |
| 1. | 2012. július 28.     | Baku Cup, Baku         | Kemény  | Julia Cohen         | 6–3, 6–1            | (részletek)         |
| 2. | 2013. szeptember 14. | Tashkent Open, Taskent | Kemény  | Volha Havarcova     | 4–6, 7–5, 7–6(3)    |                     |

#### Elveszített döntői (2)
|    | Dátum                | Torna                  | Borítás | Ellenfél a döntőben | Eredmény a döntőben | Eredmény a döntőben |
| 1. | 2014. július 27.     | Baku Cup, Baku         | Kemény  | Elina Szvitolina    | 1–6, 6–7(2)         |                     |
| 2. | 2014. szeptember 13. | Tashkent Open, Taskent | Kemény  | Karin Knapp         | 2–6, 6–7(4)         |                     |

## WTA 125K döntői

### Egyéni: 1 (1–0)
| Eredmény | No. | Dátum                | Torna               | Borítás | Ellenfél a döntőben | Eredmény         |
| -------- | --- | -------------------- | ------------------- | ------- | ------------------- | ---------------- |
| Győztes  | 1.  | 2013. szeptember 28. | Ningbo Open, Ningbo | Kemény  | Csang Suaj          | 6–7(7), 6–4, 6–1 |

## ITF-döntői

### Egyéni: 8 (4–4)
| Díjazás        |
| -------------- |
| $100,000 torna |
| $75,000 torna  |
| $50,000 torna  |
| $25,000 torna  |
| $15,000 torna  |
| $10,000 torna  |

| Borításonként |
| ------------- |
| Kemény (1–2)  |
| Salak (3–1)   |
| Fű (0–0)      |
| Szőnyeg (0–1) |

| Eredmény | No. | Dátum               | Torna                          | Borítás     | Ellenfél           | Eredmény      |
| -------- | --- | ------------------- | ------------------------------ | ----------- | ------------------ | ------------- |
| Győztes  | 1.  | 2008. július 7.     | Prokuplje, Szerbia             | Salak       | Karin Morgošová    | 6–0, 6–1      |
| Győztes  | 2.  | 2008. augusztus 18. | Vinkovce, Horvátország         | Salak       | Zorica Petrov      | 6–1, 6–3      |
| Győztes  | 3.  | 2008. szeptember 1. | Brčko, Bosznia-Hercegovina     | Salak       | Gracia Radovanović | 6–4, 3–6, 6–2 |
| Döntős   | 1.  | 2008. december 22.  | Delhi, India                   | Kemény      | Sandra Záhlavová   | 4–6, 3–6      |
| Döntős   | 2.  | 2009. november 16.  | Púna, India                    | Kemény      | Fudzsivara Rika    | 7–5, 4–6, 3–6 |
| Döntős   | 3.  | 2009. november 23.  | Toyota, Japán                  | Szőnyeg (f) | Kimiko Date-Krumm  | 5–7, 2–6      |
| Döntős   | 4.  | 2010. december 13.  | Dubaj, Egyesült Arab Emírségek | Salak       | Szánija Mirza      | 6–4, 3–6, 0–6 |
| Győztes  | 4.  | 2010. december 20.  | Púna, India                    | Kemény      | Nyina Bratcsikova  | 6–4, 6–4      |

### Páros

#### Elveszített döntői (1)
| Díjazás        |
| -------------- |
| $100,000 torna |
| $75,000 torna  |
| $50,000 torna  |
| $25,000 torna  |
| $15,000 torna  |
| $10,000 torna  |

|    | Dátum              | Torna       | Borítás | Partner      | Ellenfél a döntőben          | Eredmény a döntőben | Eredmény a döntőben |
| 1. | 2008. november 10. | Púna, India | Kemény  | Elora Dabija | Csang Kaj-csen Hwang I-hsuan | 7–5, 2–6, [7–10]    |                     |

## Eredményei Grand Slam-tornákon

### Egyéni
| Grand Slam | Australian Open | Australian Open   | Roland Garros  | Roland Garros       | Wimbledon      | Wimbledon          | US Open        | US Open             |
| Év         | Eredmény        | Utolsó ellenfél   | Eredmény       | Utolsó ellenfél     | Eredmény       | Utolsó ellenfél    | Eredmény       | Utolsó ellenfél     |
| 2009       | –               | –                 | –              | –                   | –              | –                  | Selejtező (Q3) | Selejtező (Q3)      |
| 2010       | Selejtező (Q3)  | Selejtező (Q3)    | Selejtező (Q2) | Selejtező (Q2)      | 2. kör         | Viktorija Azaranka | 1. kör         | Anastasia Rodionova |
| 2011       | 2. kör          | Vera Zvonarjova   | 1. kör         | Andrea Petković     | 1. kör         | Simona Halep       | 1. kör         | Serena Williams     |
| 2012       | 1. kör          | Casey Dellacqua   | 1. kör         | Agnieszka Radwańska | 2. kör         | Sabine Lisicki     | 2. kör         | Dominika Cibulková  |
| 2013       | 4. kör          | Sloane Stephens   | 3. kör         | Sz Kuznyecova       | 2. kör         | Kirsten Flipkens   | 2. kör         | Petra Kvitová       |
| 2014       | 2. kör          | Yvonne Meusburger | 1. kör         | Camila Giorgi       | 3. kör         | Tereza Smitková    | 1. kör         | Jelena Janković     |
| 2015       | 1. kör          | Roberta Vinci     | 2. kör         | Donna Vekić         | 1. kör         | Tatjana Maria      | 2. kör         | Kristina Mladenovic |
| 2016       | 1. kör          | Alizé Cornet      | 1. kör         | Agnieszka Radwańska | –              | –                  | –              | –                   |
| 2017       | –               | –                 | –              | –                   | –              | –                  | –              | –                   |
| 2018       | –               | –                 | –              | –                   | Selejtező (Q1) | Selejtező (Q1)     | Selejtező (Q2) | Selejtező (Q2)      |

## Év végi világranglista-helyezései
| Év     | 2008 | 2009 | 2010 | 2011 | 2012  | 2013 | 2014 | 2015 | 2016 | 2017 | 2018 |
| Egyéni | 561. | 189. | 71.  | 65.  | 56.   | 36.  | 58.  | 76.  | 601. | –    | 550. |
| Páros  | 700. | 584. | 588. | 730. | 1066. | 319. | 203. | 685. | –    | –    | –    |